# Olney (Texas)
Olney è una città degli Stati Uniti d'America, situata nello Stato del Texas, nella Contea di Young.